# История почты и почтовых марок Синт-Мартена
История почты и почтовых марок Синт-Мартена охватывает развитие почтовой связи в Синт-Мартене, самоуправляемом государственном образовании со значительной автономией (status aparte) в составе Королевства Нидерландов, расположенном в южной части острова Святого Мартина, с административным центром в Филипсбурге. Собственные почтовые марки эмитируются здесь с 2010 года. Будучи ранее колонией Королевства Нидерландов, Синт-Мартен участвует во Всемирном почтовом союзе (ВПС) с 1875 года. За почтовую службу в стране отвечает компания англ. Postal Service St. Maarten.

## Развитие почты
Вначале Синт-Мартен управлялся Голландской Вест-Индской компанией, но в 1791 году перешёл в ведение голландской короны и с 1848 года находился в составе голландской колонии Кюрасао и зависимые территории вместе с другими колониальными владениями Нидерландов в Карибском море.
1 июля 1875 года Синт-Мартен был присоединён к ВПС.
Первое почтовое отделение было открыто на Синт-Мартене в 1880-х годах. Это произошло 1 января 1882 года в Филипсбурге. Вначале там использовались почтовые марки Кюрасао и зависимых территорий:

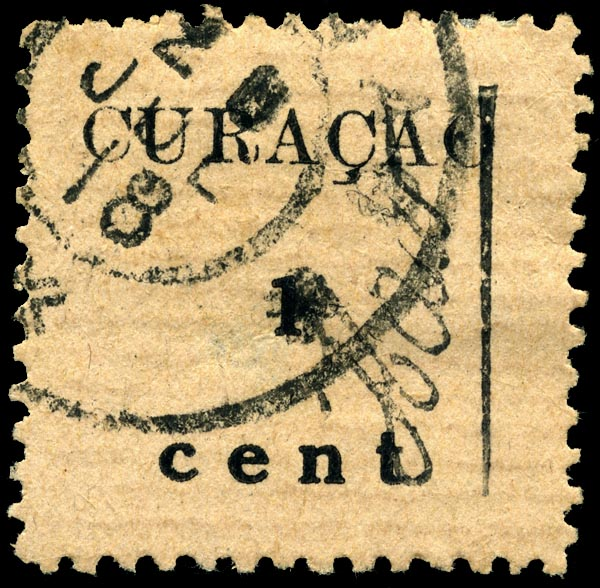
1918: 1 цент (Mi #65; NVPH #73). «HAW» — инициалы почтмейстера Х. А. Виллемсена (H. A. Willemsen)
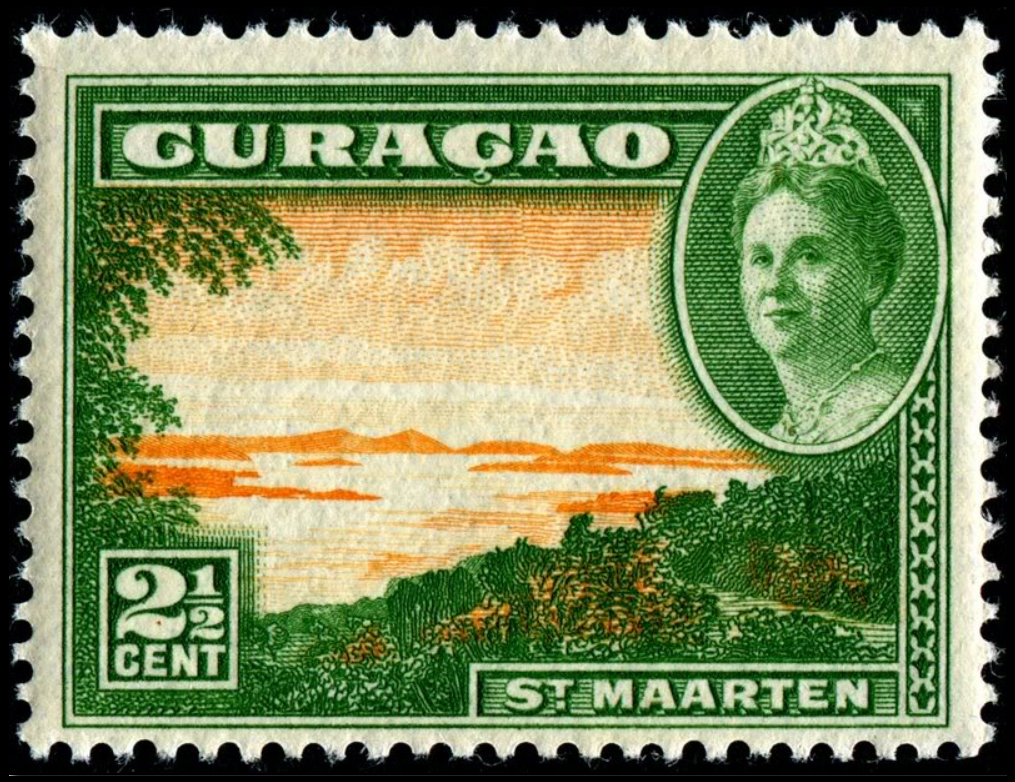
1943: с видом Синт-Мартена, 2½ цента (Mi #201; NVPH #161)

С 1948 года, после переименования колонии в Нидерландские Антильские острова, в обращении находились выпуски Нидерландских Антильских островов.

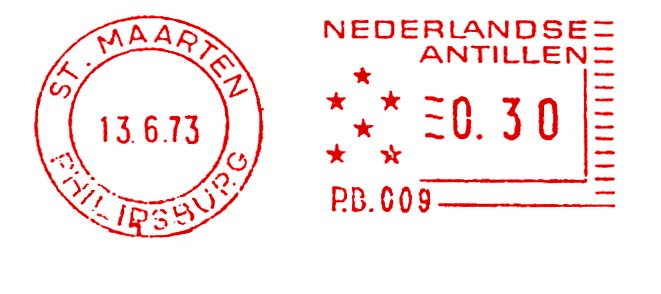
1973: в составе автономных Нидерландских Антил, объединявших шесть островов (обозначены шестью звёздочками)
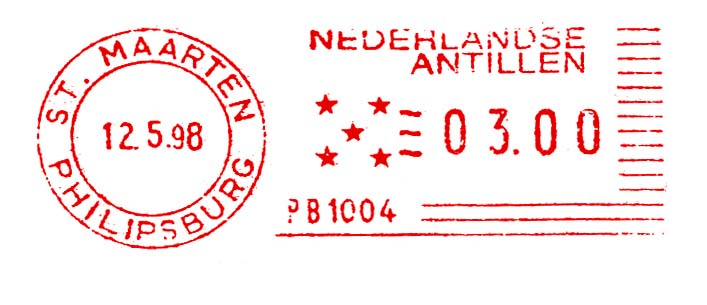
1998: в составе автономии, объединявшей после выхода Арубы пять островов (обозначены пятью звёздочками)

Синт-Мартен начал эмиссию собственных почтовых марок после ликвидации Нидерландских Антильских островов в 2010 году.
В современных условиях Синт-Мартен является одним из пяти почтовых регионов Королевства Нидерландов, но сохраняет за собой членство в ВПС отдельно от Нидерландов и совместно с двумя другими островами бывшей автономной территории — Арубой и Кюрасао. Почтовые услуги на острове осуществляет компания Postal Service St. Maarten (Почтовая служба Синт-Мартена; сокращённо PSS N. V.).

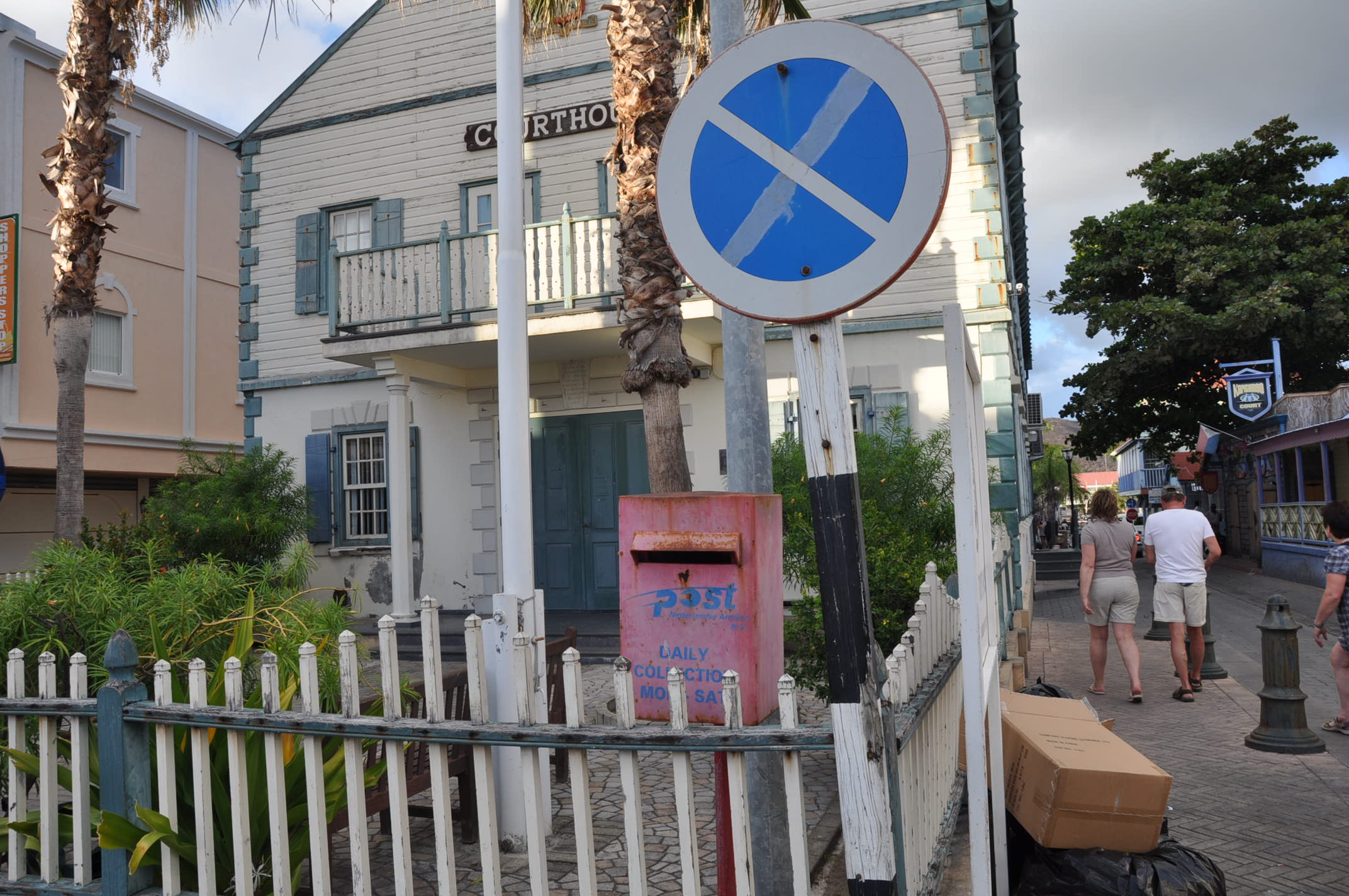
Почтовый ящик в Филипсбурге

## Выпуски почтовых марок

### Первые марки
Став самоуправляемым государственным образованием, Синт-Мартен эмитировал первые собственные почтовые марки 10 октября 2010 года. Первый выпуск был посвящён получению самоуправления. На первой поступившей в почтовое обращение марке была изображена карта острова Святого Мартина, являющегося самым маленьким населяемым островом в мире, который разделён между двумя странами — нидерландским Синт-Мартеном в южной части острова и французским Сен-Мартеном в северной. Номинал почтовых марок указан в нидерландских антильских гульденах[≡].

### Последующие эмиссии
На издаваемых с 2010 года Синт-Мартеном почтовых марках представлена как национальная тематика, так и темы, ориентированные на филателистический рынок коллекционеров-тематиков.